# Escola Estadual de Ensino Fundamental Uruguai
A Escola Estadual de Ensino Fundamental Uruguai é uma escola pública localizada na cidade de Porto Alegre, capital do estado brasileiro do Rio Grande do Sul. Está situada dentro do Parque Moinhos de Vento, no bairro homônimo, próxima à Avenida Goethe. A instituição oferece dois níveis de ensino: infantil e fundamental.

## História
A Escola nasceu em outubro de 1939, da união do Grupo Escolar da Rua Mariante e das Aulas Reunidas da Rua Ramiro Barcelos, as quais funcionavam então em estabelecimentos de precárias condições físicas. Assim foi criado o Grupo Escolar Uruguai (GEU), inaugurado em 9 de dezembro daquele ano, com cerca de 260 alunos matriculados e 12 professores. O nome foi escolhido para homenagear a República Oriental do Uruguai.
Como nova sede do GEU, alugou-se um prédio na Rua Esperença, mas esse logo se tornou inadequado para o funcionamento da escola. No dia 8 de outubro de 1954, o GEU foi transferido para um estabelecimento de madeira, numa área onde antes estava o Estádio da Baixada e hoje está a Avenida Goethe. Em 1972, com a inauguração do Parque Moinhos de Vento, a escola foi instalada em um prédio de alvenaria integrado a essa grande área verde da cidade. O prédio dispõe de catorze salas de aula, biblioteca, salas de vídeo e informática, além de pátio e ginásio esportivo.
O decreto n.° 27.918 de 6 de novembro de 1978 modificou o nome do GEU para "Escola Estadual de 1.° Grau Uruguai". Mais tarde, através da resolução n.° 253 do Conselho Estadual de Educação e da portaria n.° 318 de 15 de dezembro de 2000, adotou-se a denominação de Escola Estadual de Ensino Fundamental Uruguai, mantida até hoje.
No ano de 2008, a Escola Uruguai tinha 470 alunos matriculados. Na faixa etária de 5 a 14 anos, eles provêm do bairro local, das redondezas e da Grande Porto Alegre.

## Intercâmbio
A E.E.E.F. Uruguai mantém intercâmbio com a Escuela Brasil situada em Montevidéu, no Uruguai.